# Pieve di Santa Maria ad Oppiano
La pieve di Santa Maria ad Oppiano era un edificio religioso situato nel territorio comunale di Cinigiano. La sua esatta ubicazione era in località San Giovanni, presso l'omonimo complesso rurale situato un paio di chilometri a nord-ovest di Porrona.

## Storia e descrizione
Di origini medievali, la pieve è citata per la prima volta in un documento datato 1189. Durante il Duecento, assieme alla non lontana pieve di San Donato a Porrona, divenne uno degli edifici religiosi di riferimento dell'intera zona, avendo come suffraganee varie chiese sparse, all'epoca esistenti nel territorio di Cinigiano. Attorno alla metà del Trecento, il luogo di culto cambiò la propria denominazione, venendo intitolato a San Giovanni, che da allora divenne anche il toponimo della località in cui sorgeva la chiesa. Per cause ancora non del tutto chiare, l'edificio religioso fu abbandonato nel corso del Quattrocento, epoca in cui la pieve di Porrona la sostituì nelle funzioni, ereditando anche le sue suffraganee.
Dell'antica chiesa, che già durante il Settecento risultava completamente in rovina, non rimangono tracce di alcun tipo, fatta eccezione per un capitello che venne rinvenuto nell'area poderale nel corso degli anni trenta del secolo scorso, ed in seguito collocato in un'acquasantiera all'interno della pieve di San Donato a Porrona. L'esatta ubicazione è stata identificata con certezza grazie a questo importante ritrovamento, che confermava le precedenti ipotesi che si basavano sulla comune denominazione tra il toponimo e la più recente intitolazione del luogo di culto.